# Tomme de l'Ubaye

La tomme de l'Ubaye est un fromage de la vallée de l'Ubaye, dans les Alpes-de-Haute-Provence. C'est un fromage au lait de vache, à pâte molle et à croûte fleurie. Il est d'un diamètre d'environ 10 cm et d'une épaisseur de 6 cm. Il est produit par la Coopérative Laitière de la Vallée de l'Ubaye, établie à Barcelonnette